# آلکسی کارل
آلکسی کارل (به فرانسوی: Alexis Carrel)‏ (فرانسوی: [alɛksi kaʁɛl])‏ (۲۸ ژوئن ۱۸۷۳، سنت فوآ للیون – ۵ نوامبر ۱۹۴۴، پاریس) زیست‌شناس فرانسوی برندهٔ جایزه نوبل فیزیولوژی و پزشکی در سال ۱۹۱۲ به خاطر مطالعهٔ سیستم گردش خون بود. او در پایان عمر متهم به همکاری با اشغالگران نازی شد ولی پیش از محاکمه درگذشت. از وی کتاب‌های نیایش و انسان، موجود ناشناخته به فارسی ترجمه شده‌است. کتاب اخیر پرفروش‌ترین کتاب در سال ۱۹۳۵ بوده‌است.

## انسان موجود ناشناخته
آلکسیس کارِل در آمریکا کتابی با عنوان انسان، موجود ناشناخته در فلسفهٔ زندگانی نوشت که در ۱۹۳۵ منتشر گردید و به ۱۹ زبان ترجمه شد و با تیراژ یک‌میلیون نسخه به کتابی پرفروش در سطح جهان تبدیل گشت. او بخشی از کتاب انسان، موجود ناشناخته را به زبان انگلیسی و قسمتی دیگر را به فرانسه نوشت، ولی بعداً آن را ترجمه کرد. آخرین فصل این کتاب موضوع بر سر «احیای انسانیت» است که در آن «بهسازی نژادیِ داوطلبانه» نقش نهایی را بر عهده دارد؛ زیرا به عقیدهٔ کارِل، از طریق آن می‌توان از «ازدیاد انسان‌هایی با ذهن بیمار و عقب‌مانده» جلوگیری به عمل آورد، تکلیفی که حل آن «سرنوشت آیندهٔ ملت‌های سفید را روشن می‌کند». بنابراین، تعجبی ندارد که کارِل در پیشگفتار چاپ آمریکایی آن در ۱۹۳۹ «ایمان» نوجوان‌های آلمانی و ایتالیایی را ستایش می‌کند که دوباره آماده می‌شوند تا «خود را برای یک آرمان جدید قربانی کنند».